# Volta ao Algarve 2024
Volta ao Algarve 2024 var den 50. udgave af det portugisiske etapeløb Volta ao Algarve. Cykelløbets fem etaper foregik i perioden 14. til 18. februar 2024. Løbet havde en samlet distance på 752,7 km, og var en del UCI ProSeries 2024.
Den samlede vinder af løbet blev belgiske Remco Evenepoel fra Soudal Quick-Step, for tredje gang i karrieren.

## Etaperne
| Etape    | Dato     | Start – Mål                         | type              | Afstand (km) | Etapevinder     | Førende rytter  |
| -------- | -------- | ----------------------------------- | ----------------- | ------------ | --------------- | --------------- |
| 1. etape | 14. feb. | Portimão – Lagos                    | kuperet etape     | 200,8        | Gerben Thijssen | Gerben Thijssen |
| 2. etape | 15. feb. | Lagoa – Fóia                        | middel bjergetape | 171,9        | Daniel Martínez | Daniel Martínez |
| 3. etape | 16. feb. | Vila Real de Santo António – Tavira | kuperet etape     | 192,2        | Wout van Aert   | Daniel Martínez |
| 4. etape | 17. feb. | Albufeira – Albufeira               | enkeltstart       | 22           | Remco Evenepoel | Remco Evenepoel |
| 5. etape | 18. feb. | Faro – Alto do Malhão               | middel bjergetape | 165,8        | Daniel Martínez | Remco Evenepoel |

### 1. etape
| Portimão - Lagos | kuperet etape | (200,8 km) |

| \| Etaperesultat \| Etaperesultat \| Etaperesultat \| Etaperesultat \| Etaperesultat \| \| Rytter \| Rytter \| Hold \| Tid \| \| \| ------------- \| ------------------- \| ------------------------- \| ------------- \| ------------- \| \| 1. \| Gerben Thijssen \| Intermarché-Wanty \| 4t 52' 04" \| \| \| 2. \| Marijn van den Berg \| EF Education-EasyPost \| + 0" \| \| \| 3. \| Jordi Meeus \| Bora-Hansgrohe \| + 0" \| \| \| 4. \| Lars Boven \| Alpecin-Deceuninck \| + 0" \| \| \| 5. \| Arnaud Démare \| Arkéa-B&B Hotels \| + 0" \| \| \| 6. \| Rui Oliveira \| UAE Team Emirates \| + 0" \| \| \| 7. \| Jasper Stuyven \| Lidl-Trek \| + 0" \| \| \| 8. \| Kim Heiduk \| Ineos Grenadiers \| + 0" \| \| \| 9. \| Luís Mendonça \| Sabgal-Anicolor \| + 0" \| \| \| 10. \| Casper van Uden \| Team dsm-firmenich PostNL \| + 0" \| \| |                     |                           |            |
| |                     |                           |            |
| Kilde: ProCyclingStats |                     |                           |            |
| Etaperesultat |                     |                           |            |
| Rytter | Rytter              | Hold                      | Tid        |
| 1. | Gerben Thijssen     | Intermarché-Wanty         | 4t 52' 04" |
| 2. | Marijn van den Berg | EF Education-EasyPost     | + 0"       |
| 3. | Jordi Meeus         | Bora-Hansgrohe            | + 0"       |
| 4. | Lars Boven          | Alpecin-Deceuninck        | + 0"       |
| 5. | Arnaud Démare       | Arkéa-B&B Hotels          | + 0"       |
| 6. | Rui Oliveira        | UAE Team Emirates         | + 0"       |
| 7. | Jasper Stuyven      | Lidl-Trek                 | + 0"       |
| 8. | Kim Heiduk          | Ineos Grenadiers          | + 0"       |
| 9. | Luís Mendonça       | Sabgal-Anicolor           | + 0"       |
| 10. | Casper van Uden     | Team dsm-firmenich PostNL | + 0"       |

| \| Samlede stilling \| Samlede stilling \| Samlede stilling \| Samlede stilling \| Samlede stilling \| \| Rytter \| Rytter \| Hold \| Tid \| \| \| ---------------- \| ------------------- \| -------------------------------- \| ---------------- \| ---------------- \| \| 1. \| Gerben Thijssen \| Intermarché-Wanty \| 4t 51' 54" \| \| \| 2. \| Marijn van den Berg \| EF Education-EasyPost \| + 4" \| \| \| 3. \| Tobias Bayer \| Alpecin-Deceuninck \| + 4" \| \| \| 4. \| Jordi Meeus \| Bora-Hansgrohe \| + 6" \| \| \| 5. \| Tomás Contte \| Aviludo-Louletano-Loulé Concelho \| + 8" \| \| \| 6. \| Lars Boven \| Alpecin-Deceuninck \| + 10" \| \| \| 7. \| Arnaud Démare \| Arkéa-B&B Hotels \| + 10" \| \| \| 8. \| Rui Oliveira \| UAE Team Emirates \| + 10" \| \| \| 9. \| Jasper Stuyven \| Lidl-Trek \| + 10" \| \| \| 10. \| Kim Heiduk \| Ineos Grenadiers \| + 10" \| \| |                     |                                  |            |
| |                     |                                  |            |
| Kilde: ProCyclingStats |                     |                                  |            |
| Samlede stilling |                     |                                  |            |
| Rytter | Rytter              | Hold                             | Tid        |
| 1. | Gerben Thijssen     | Intermarché-Wanty                | 4t 51' 54" |
| 2. | Marijn van den Berg | EF Education-EasyPost            | + 4"       |
| 3. | Tobias Bayer        | Alpecin-Deceuninck               | + 4"       |
| 4. | Jordi Meeus         | Bora-Hansgrohe                   | + 6"       |
| 5. | Tomás Contte        | Aviludo-Louletano-Loulé Concelho | + 8"       |
| 6. | Lars Boven          | Alpecin-Deceuninck               | + 10"      |
| 7. | Arnaud Démare       | Arkéa-B&B Hotels                 | + 10"      |
| 8. | Rui Oliveira        | UAE Team Emirates                | + 10"      |
| 9. | Jasper Stuyven      | Lidl-Trek                        | + 10"      |
| 10. | Kim Heiduk          | Ineos Grenadiers                 | + 10"      |

### 2. etape
| Lagoa - Fóia | middel bjergetape | (171,9 km) |

| \| Etaperesultat \| Etaperesultat \| Etaperesultat \| Etaperesultat \| Etaperesultat \| \| Rytter \| Rytter \| Hold \| Tid \| \| \| ------------- \| ------------------ \| -------------------------- \| ------------- \| ------------- \| \| 1. \| Daniel Martínez \| Bora-Hansgrohe \| 4t 40' 21" \| \| \| 2. \| Remco Evenepoel \| Soudal Quick-Step \| + 0" \| \| \| 3. \| Sepp Kuss \| Team Visma \\| Lease a Bike \| + 6" \| \| \| 4. \| Sergio Higuita \| Bora-Hansgrohe \| + 7" \| \| \| 5. \| Jan Tratnik \| Team Visma \\| Lease a Bike \| + 8" \| \| \| 6. \| Tom Pidcock \| Ineos Grenadiers \| + 9" \| \| \| 7. \| Tao Geoghegan Hart \| Lidl-Trek \| + 9" \| \| \| 8. \| Thymen Arensman \| Ineos Grenadiers \| + 12" \| \| \| 9. \| Mikel Landa \| Soudal Quick-Step \| + 13" \| \| \| 10. \| Cristian Scaroni \| Astana Qazaqstan Team \| + 17" \| \| |                    |                            |            |
| |                    |                            |            |
| Kilde: ProCyclingStats |                    |                            |            |
| Etaperesultat |                    |                            |            |
| Rytter | Rytter             | Hold                       | Tid        |
| 1. | Daniel Martínez    | Bora-Hansgrohe             | 4t 40' 21" |
| 2. | Remco Evenepoel    | Soudal Quick-Step          | + 0"       |
| 3. | Sepp Kuss          | Team Visma \| Lease a Bike | + 6"       |
| 4. | Sergio Higuita     | Bora-Hansgrohe             | + 7"       |
| 5. | Jan Tratnik        | Team Visma \| Lease a Bike | + 8"       |
| 6. | Tom Pidcock        | Ineos Grenadiers           | + 9"       |
| 7. | Tao Geoghegan Hart | Lidl-Trek                  | + 9"       |
| 8. | Thymen Arensman    | Ineos Grenadiers           | + 12"      |
| 9. | Mikel Landa        | Soudal Quick-Step          | + 13"      |
| 10. | Cristian Scaroni   | Astana Qazaqstan Team      | + 17"      |

| \| Samlede stilling \| Samlede stilling \| Samlede stilling \| Samlede stilling \| Samlede stilling \| \| Rytter \| Rytter \| Hold \| Tid \| \| \| ---------------- \| ------------------ \| -------------------------- \| ---------------- \| ---------------- \| \| 1. \| Daniel Martínez \| Bora-Hansgrohe \| 9t 32' 14" \| \| \| 2. \| Remco Evenepoel \| Soudal Quick-Step \| + 4" \| \| \| 3. \| Sepp Kuss \| Team Visma \\| Lease a Bike \| + 12" \| \| \| 4. \| Sergio Higuita \| Bora-Hansgrohe \| + 16" \| \| \| 5. \| Jan Tratnik \| Team Visma \\| Lease a Bike \| + 18" \| \| \| 6. \| Tao Geoghegan Hart \| Lidl-Trek \| + 18" \| \| \| 7. \| Tom Pidcock \| Ineos Grenadiers \| + 18" \| \| \| 8. \| Thymen Arensman \| Ineos Grenadiers \| + 23" \| \| \| 9. \| Mikel Landa \| Soudal Quick-Step \| + 23" \| \| \| 10. \| Cristian Scaroni \| Astana Qazaqstan Team \| + 28" \| \| |                    |                            |            |
| |                    |                            |            |
| Kilde: ProCyclingStats |                    |                            |            |
| Samlede stilling |                    |                            |            |
| Rytter | Rytter             | Hold                       | Tid        |
| 1. | Daniel Martínez    | Bora-Hansgrohe             | 9t 32' 14" |
| 2. | Remco Evenepoel    | Soudal Quick-Step          | + 4"       |
| 3. | Sepp Kuss          | Team Visma \| Lease a Bike | + 12"      |
| 4. | Sergio Higuita     | Bora-Hansgrohe             | + 16"      |
| 5. | Jan Tratnik        | Team Visma \| Lease a Bike | + 18"      |
| 6. | Tao Geoghegan Hart | Lidl-Trek                  | + 18"      |
| 7. | Tom Pidcock        | Ineos Grenadiers           | + 18"      |
| 8. | Thymen Arensman    | Ineos Grenadiers           | + 23"      |
| 9. | Mikel Landa        | Soudal Quick-Step          | + 23"      |
| 10. | Cristian Scaroni   | Astana Qazaqstan Team      | + 28"      |

### 3. etape
| Vila Real de Santo António - Tavira | kuperet etape | (192,2 km) |

| \| Etaperesultat \| Etaperesultat \| Etaperesultat \| Etaperesultat \| Etaperesultat \| \| Rytter \| Rytter \| Hold \| Tid \| \| \| ------------- \| ---------------- \| -------------------------- \| ------------- \| ------------- \| \| 1. \| Wout van Aert \| Team Visma \\| Lease a Bike \| 4t 50' 57" \| \| \| 2. \| Rui Oliveira \| UAE Team Emirates \| + 0" \| \| \| 3. \| Marius Mayrhofer \| Tudor Pro Cycling Team \| + 0" \| \| \| 4. \| Gerben Thijssen \| Intermarché-Wanty \| + 0" \| \| \| 5. \| Stefan Bissegger \| EF Education-EasyPost \| + 0" \| \| \| 6. \| Rasmus Tiller \| Uno-X Mobility \| + 0" \| \| \| 7. \| Jasper Stuyven \| Lidl-Trek \| + 0" \| \| \| 8. \| Magnus Cort \| Uno-X Mobility \| + 0" \| \| \| 9. \| Jevgenij Fedorov \| Astana Qazaqstan Team \| + 0" \| \| \| 10. \| Santiago Mesa \| Efapel Cycling \| + 0" \| \| |                  |                            |            |
| |                  |                            |            |
| Kilde: ProCyclingStats |                  |                            |            |
| Etaperesultat |                  |                            |            |
| Rytter | Rytter           | Hold                       | Tid        |
| 1. | Wout van Aert    | Team Visma \| Lease a Bike | 4t 50' 57" |
| 2. | Rui Oliveira     | UAE Team Emirates          | + 0"       |
| 3. | Marius Mayrhofer | Tudor Pro Cycling Team     | + 0"       |
| 4. | Gerben Thijssen  | Intermarché-Wanty          | + 0"       |
| 5. | Stefan Bissegger | EF Education-EasyPost      | + 0"       |
| 6. | Rasmus Tiller    | Uno-X Mobility             | + 0"       |
| 7. | Jasper Stuyven   | Lidl-Trek                  | + 0"       |
| 8. | Magnus Cort      | Uno-X Mobility             | + 0"       |
| 9. | Jevgenij Fedorov | Astana Qazaqstan Team      | + 0"       |
| 10. | Santiago Mesa    | Efapel Cycling             | + 0"       |

| \| Samlede stilling \| Samlede stilling \| Samlede stilling \| Samlede stilling \| Samlede stilling \| \| Rytter \| Rytter \| Hold \| Tid \| \| \| ---------------- \| ---------------- \| -------------------------- \| ---------------- \| ---------------- \| \| 1. \| Daniel Martínez \| Bora-Hansgrohe \| 14t 23' 11" \| \| \| 2. \| Remco Evenepoel \| Soudal Quick-Step \| + 4" \| \| \| 3. \| Sepp Kuss \| Team Visma \\| Lease a Bike \| + 12" \| \| \| 4. \| Sergio Higuita \| Bora-Hansgrohe \| + 16" \| \| \| 5. \| Jan Tratnik \| Team Visma \\| Lease a Bike \| + 18" \| \| \| 6. \| Tom Pidcock \| Ineos Grenadiers \| + 18" \| \| \| 7. \| Wout van Aert \| Team Visma \\| Lease a Bike \| + 22" \| \| \| 8. \| Thymen Arensman \| Ineos Grenadiers \| + 23" \| \| \| 9. \| Mikel Landa \| Soudal Quick-Step \| + 23" \| \| \| 10. \| Cristian Scaroni \| Astana Qazaqstan Team \| + 28" \| \| |                  |                            |             |
| |                  |                            |             |
| Kilde: ProCyclingStats |                  |                            |             |
| Samlede stilling |                  |                            |             |
| Rytter | Rytter           | Hold                       | Tid         |
| 1. | Daniel Martínez  | Bora-Hansgrohe             | 14t 23' 11" |
| 2. | Remco Evenepoel  | Soudal Quick-Step          | + 4"        |
| 3. | Sepp Kuss        | Team Visma \| Lease a Bike | + 12"       |
| 4. | Sergio Higuita   | Bora-Hansgrohe             | + 16"       |
| 5. | Jan Tratnik      | Team Visma \| Lease a Bike | + 18"       |
| 6. | Tom Pidcock      | Ineos Grenadiers           | + 18"       |
| 7. | Wout van Aert    | Team Visma \| Lease a Bike | + 22"       |
| 8. | Thymen Arensman  | Ineos Grenadiers           | + 23"       |
| 9. | Mikel Landa      | Soudal Quick-Step          | + 23"       |
| 10. | Cristian Scaroni | Astana Qazaqstan Team      | + 28"       |

### 4. etape
| Albufeira - Albufeira | enkeltstart | (22 km) |

| \| Etaperesultat \| Etaperesultat \| Etaperesultat \| Etaperesultat \| Etaperesultat \| \| Rytter \| Rytter \| Hold \| Tid \| \| \| ------------- \| ---------------- \| -------------------------- \| ------------- \| ------------- \| \| 1. \| Remco Evenepoel \| Soudal Quick-Step \| 27' 09" \| \| \| 2. \| Magnus Sheffield \| Ineos Grenadiers \| + 16" \| \| \| 3. \| Stefan Küng \| Groupama-FDJ \| + 29" \| \| \| 4. \| Isaac Del Toro \| UAE Team Emirates \| + 37" \| \| \| 5. \| Mattia Cattaneo \| Soudal Quick-Step \| + 46" \| \| \| 6. \| Filippo Ganna \| Ineos Grenadiers \| + 47" \| \| \| 7. \| Ben Healy \| EF Education-EasyPost \| + 48" \| \| \| 8. \| Daniel Martínez \| Bora-Hansgrohe \| + 51" \| \| \| 9. \| Rune Herregodts \| Intermarché-Wanty \| + 58" \| \| \| 10. \| Jan Tratnik \| Team Visma \\| Lease a Bike \| + 58" \| \| |                  |                            |         |
| |                  |                            |         |
| Kilde: ProCyclingStats |                  |                            |         |
| Etaperesultat |                  |                            |         |
| Rytter | Rytter           | Hold                       | Tid     |
| 1. | Remco Evenepoel  | Soudal Quick-Step          | 27' 09" |
| 2. | Magnus Sheffield | Ineos Grenadiers           | + 16"   |
| 3. | Stefan Küng      | Groupama-FDJ               | + 29"   |
| 4. | Isaac Del Toro   | UAE Team Emirates          | + 37"   |
| 5. | Mattia Cattaneo  | Soudal Quick-Step          | + 46"   |
| 6. | Filippo Ganna    | Ineos Grenadiers           | + 47"   |
| 7. | Ben Healy        | EF Education-EasyPost      | + 48"   |
| 8. | Daniel Martínez  | Bora-Hansgrohe             | + 51"   |
| 9. | Rune Herregodts  | Intermarché-Wanty          | + 58"   |
| 10. | Jan Tratnik      | Team Visma \| Lease a Bike | + 58"   |

| \| Samlede stilling \| Samlede stilling \| Samlede stilling \| Samlede stilling \| Samlede stilling \| \| Rytter \| Rytter \| Hold \| Tid \| \| \| ---------------- \| ---------------- \| -------------------------- \| ---------------- \| ---------------- \| \| 1. \| Remco Evenepoel \| Soudal Quick-Step \| 14t 50' 24" \| \| \| 2. \| Daniel Martínez \| Bora-Hansgrohe \| + 47" \| \| \| 3. \| Jan Tratnik \| Team Visma \\| Lease a Bike \| + 1' 12" \| \| \| 4. \| Wout van Aert \| Team Visma \\| Lease a Bike \| + 1' 18" \| \| \| 5. \| Stefan Küng \| Groupama-FDJ \| + 1' 18" \| \| \| 6. \| Ben Healy \| EF Education-EasyPost \| + 1' 20" \| \| \| 7. \| Thymen Arensman \| Ineos Grenadiers \| + 1' 23" \| \| \| 8. \| Magnus Sheffield \| Ineos Grenadiers \| + 1' 34" \| \| \| 9. \| António Morgado \| UAE Team Emirates \| + 1' 39" \| \| \| 10. \| Tom Pidcock \| Ineos Grenadiers \| + 1' 44" \| \| |                  |                            |             |
| |                  |                            |             |
| Kilde: ProCyclingStats |                  |                            |             |
| Samlede stilling |                  |                            |             |
| Rytter | Rytter           | Hold                       | Tid         |
| 1. | Remco Evenepoel  | Soudal Quick-Step          | 14t 50' 24" |
| 2. | Daniel Martínez  | Bora-Hansgrohe             | + 47"       |
| 3. | Jan Tratnik      | Team Visma \| Lease a Bike | + 1' 12"    |
| 4. | Wout van Aert    | Team Visma \| Lease a Bike | + 1' 18"    |
| 5. | Stefan Küng      | Groupama-FDJ               | + 1' 18"    |
| 6. | Ben Healy        | EF Education-EasyPost      | + 1' 20"    |
| 7. | Thymen Arensman  | Ineos Grenadiers           | + 1' 23"    |
| 8. | Magnus Sheffield | Ineos Grenadiers           | + 1' 34"    |
| 9. | António Morgado  | UAE Team Emirates          | + 1' 39"    |
| 10. | Tom Pidcock      | Ineos Grenadiers           | + 1' 44"    |

### 5. etape
| Faro - Alto do Malhão | middel bjergetape | (165,8 km) |

| \| Etaperesultat \| Etaperesultat \| Etaperesultat \| Etaperesultat \| Etaperesultat \| \| Rytter \| Rytter \| Hold \| Tid \| \| \| ------------- \| ------------------ \| -------------------------- \| ------------- \| ------------- \| \| 1. \| Daniel Martínez \| Bora-Hansgrohe \| 3t 55' 35" \| \| \| 2. \| Remco Evenepoel \| Soudal Quick-Step \| + 0" \| \| \| 3. \| Tom Pidcock \| Ineos Grenadiers \| + 3" \| \| \| 4. \| Cristian Scaroni \| Astana Qazaqstan Team \| + 7" \| \| \| 5. \| Jan Tratnik \| Team Visma \\| Lease a Bike \| + 7" \| \| \| 6. \| Sepp Kuss \| Team Visma \\| Lease a Bike \| + 7" \| \| \| 7. \| Tao Geoghegan Hart \| Lidl-Trek \| + 16" \| \| \| 8. \| Ben Healy \| EF Education-EasyPost \| + 16" \| \| \| 9. \| Thymen Arensman \| Ineos Grenadiers \| + 16" \| \| \| 10. \| António Morgado \| UAE Team Emirates \| + 24" \| \| |                    |                            |            |
| |                    |                            |            |
| Kilde: ProCyclingStats |                    |                            |            |
| Etaperesultat |                    |                            |            |
| Rytter | Rytter             | Hold                       | Tid        |
| 1. | Daniel Martínez    | Bora-Hansgrohe             | 3t 55' 35" |
| 2. | Remco Evenepoel    | Soudal Quick-Step          | + 0"       |
| 3. | Tom Pidcock        | Ineos Grenadiers           | + 3"       |
| 4. | Cristian Scaroni   | Astana Qazaqstan Team      | + 7"       |
| 5. | Jan Tratnik        | Team Visma \| Lease a Bike | + 7"       |
| 6. | Sepp Kuss          | Team Visma \| Lease a Bike | + 7"       |
| 7. | Tao Geoghegan Hart | Lidl-Trek                  | + 16"      |
| 8. | Ben Healy          | EF Education-EasyPost      | + 16"      |
| 9. | Thymen Arensman    | Ineos Grenadiers           | + 16"      |
| 10. | António Morgado    | UAE Team Emirates          | + 24"      |

## Trøjernes fordeling gennem løbet
| Etape    |                   | Vinder _        | Samlede stilling | Pointtrøje      | Bjergtrøje      | Ungdomstrøje     | Holdkonkurrence _          |
| -------- | ----------------- | --------------- | ---------------- | --------------- | --------------- | ---------------- | -------------------------- |
| 1. etape | kuperet etape     | Gerben Thijssen | Gerben Thijssen  | Gerben Thijssen | Tomás Contte    | Magnus Sheffield | Ineos Grenadiers           |
| 2. etape | middel bjergetape | Daniel Martínez | Daniel Martínez  | Gerben Thijssen | Daniel Martínez | António Morgado  | Bora-Hansgrohe             |
| 3. etape | kuperet etape     | Wout van Aert   | Daniel Martínez  | Gerben Thijssen | Daniel Martínez | António Morgado  | Bora-Hansgrohe             |
| 4. etape | enkeltstart       | Remco Evenepoel | Remco Evenepoel  | Gerben Thijssen | Daniel Martínez | Magnus Sheffield | Ineos Grenadiers           |
| 5. etape | middel bjergetape | Daniel Martínez | Remco Evenepoel  | Gerben Thijssen | Daniel Martínez | António Morgado  | Team Visma \| Lease a Bike |
| Samlet   | Samlet            |                 | Remco Evenepoel  | Gerben Thijssen | Daniel Martínez | António Morgado  | Team Visma \| Lease a Bike |

## Resultater
| \| Samlede stilling \| Samlede stilling \| Samlede stilling \| Samlede stilling \| Samlede stilling \| \| Rytter \| Rytter \| Hold \| Tid \| \| \| ---------------- \| ---------------- \| -------------------------- \| ---------------- \| ---------------- \| \| 1. \| Remco Evenepoel \| Soudal Quick-Step \| 18t 45' 53" \| \| \| 2. \| Daniel Martínez \| Bora-Hansgrohe \| + 43" \| \| \| 3. \| Jan Tratnik \| Team Visma \\| Lease a Bike \| + 1' 21" \| \| \| 4. \| Ben Healy \| EF Education-EasyPost \| + 1' 42" \| \| \| 5. \| Thymen Arensman \| Ineos Grenadiers \| + 1' 45" \| \| \| 6. \| Tom Pidcock \| Ineos Grenadiers \| + 1' 49" \| \| \| 7. \| Wout van Aert \| Team Visma \\| Lease a Bike \| + 1' 57" \| \| \| 8. \| Sepp Kuss \| Team Visma \\| Lease a Bike \| + 1' 59" \| \| \| 9. \| Stefan Küng \| Groupama-FDJ \| + 2' 06" \| \| \| 10. \| António Morgado \| UAE Team Emirates \| + 2' 09" \| \| |                 |                            |             |
| |                 |                            |             |
| Kilde: ProCyclingStats |                 |                            |             |
| Samlede stilling |                 |                            |             |
| Rytter | Rytter          | Hold                       | Tid         |
| 1. | Remco Evenepoel | Soudal Quick-Step          | 18t 45' 53" |
| 2. | Daniel Martínez | Bora-Hansgrohe             | + 43"       |
| 3. | Jan Tratnik     | Team Visma \| Lease a Bike | + 1' 21"    |
| 4. | Ben Healy       | EF Education-EasyPost      | + 1' 42"    |
| 5. | Thymen Arensman | Ineos Grenadiers           | + 1' 45"    |
| 6. | Tom Pidcock     | Ineos Grenadiers           | + 1' 49"    |
| 7. | Wout van Aert   | Team Visma \| Lease a Bike | + 1' 57"    |
| 8. | Sepp Kuss       | Team Visma \| Lease a Bike | + 1' 59"    |
| 9. | Stefan Küng     | Groupama-FDJ               | + 2' 06"    |
| 10. | António Morgado | UAE Team Emirates          | + 2' 09"    |

| Samlede stilling | Samlede stilling | Samlede stilling           | Samlede stilling | Samlede stilling |
| Rytter           | Rytter           | Hold                       | Tid              |                  |
| ---------------- | ---------------- | -------------------------- | ---------------- | ---------------- |
| 1.               | Remco Evenepoel  | Soudal Quick-Step          | 18t 45' 53"      |                  |
| 2.               | Daniel Martínez  | Bora-Hansgrohe             | + 43"            |                  |
| 3.               | Jan Tratnik      | Team Visma \| Lease a Bike | + 1' 21"         |                  |
| 4.               | Ben Healy        | EF Education-EasyPost      | + 1' 42"         |                  |
| 5.               | Thymen Arensman  | Ineos Grenadiers           | + 1' 45"         |                  |
| 6.               | Tom Pidcock      | Ineos Grenadiers           | + 1' 49"         |                  |
| 7.               | Wout van Aert    | Team Visma \| Lease a Bike | + 1' 57"         |                  |
| 8.               | Sepp Kuss        | Team Visma \| Lease a Bike | + 1' 59"         |                  |
| 9.               | Stefan Küng      | Groupama-FDJ               | + 2' 06"         |                  |
| 10.              | António Morgado  | UAE Team Emirates          | + 2' 09"         |                  |

| Pointkonkurrence | Pointkonkurrence | Pointkonkurrence           | Pointkonkurrence | Pointkonkurrence |
| Rytter           | Rytter           | Hold                       | Point            |                  |
| ---------------- | ---------------- | -------------------------- | ---------------- | ---------------- |
| 1.               | Gerben Thijssen  | Intermarché-Wanty          | 44 point         |                  |
| 2.               | Daniel Martínez  | Bora-Hansgrohe             | 30 point         |                  |
| 3.               | Wout van Aert    | Team Visma \| Lease a Bike | 29 point         |                  |
| 4.               | Rui Oliveira     | UAE Team Emirates          | 28 point         |                  |
| 5.               | Remco Evenepoel  | Soudal Quick-Step          | 24 point         |                  |
| 6.               | Jan Tratnik      | Team Visma \| Lease a Bike | 16 point         |                  |
| 7.               | Marius Mayrhofer | Tudor Pro Cycling Team     | 16 point         |                  |
| 8.               | Jordi Meeus      | Bora-Hansgrohe             | 16 point         |                  |
| 9.               | Tom Pidcock      | Ineos Grenadiers           | 15 point         |                  |
| 10.              | Sepp Kuss        | Team Visma \| Lease a Bike | 15 point         |                  |

| Pointkonkurrence | Pointkonkurrence | Pointkonkurrence           | Pointkonkurrence | Pointkonkurrence |
| Rytter           | Rytter           | Hold                       | Point            |                  |
| ---------------- | ---------------- | -------------------------- | ---------------- | ---------------- |
| 1.               | Gerben Thijssen  | Intermarché-Wanty          | 44 point         |                  |
| 2.               | Daniel Martínez  | Bora-Hansgrohe             | 30 point         |                  |
| 3.               | Wout van Aert    | Team Visma \| Lease a Bike | 29 point         |                  |
| 4.               | Rui Oliveira     | UAE Team Emirates          | 28 point         |                  |
| 5.               | Remco Evenepoel  | Soudal Quick-Step          | 24 point         |                  |
| 6.               | Jan Tratnik      | Team Visma \| Lease a Bike | 16 point         |                  |
| 7.               | Marius Mayrhofer | Tudor Pro Cycling Team     | 16 point         |                  |
| 8.               | Jordi Meeus      | Bora-Hansgrohe             | 16 point         |                  |
| 9.               | Tom Pidcock      | Ineos Grenadiers           | 15 point         |                  |
| 10.              | Sepp Kuss        | Team Visma \| Lease a Bike | 15 point         |                  |

| Bjergkonkurrence | Bjergkonkurrence       | Bjergkonkurrence                 | Bjergkonkurrence | Bjergkonkurrence |
| Rytter           | Rytter                 | Hold                             | Point            |                  |
| ---------------- | ---------------------- | -------------------------------- | ---------------- | ---------------- |
| 1.               | Daniel Martínez        | Bora-Hansgrohe                   | 16 point         |                  |
| 2.               | Remco Evenepoel        | Soudal Quick-Step                | 14 point         |                  |
| 3.               | Andreas Leknessund     | Uno-X Mobility                   | 13 point         |                  |
| 4.               | Sepp Kuss              | Team Visma \| Lease a Bike       | 9 point          |                  |
| 5.               | Germán Tivani          | Aviludo-Louletano-Loulé Concelho | 8 point          |                  |
| 6.               | Wout van Aert          | Team Visma \| Lease a Bike       | 8 point          |                  |
| 7.               | Tomás Contte           | Aviludo-Louletano-Loulé Concelho | 7 point          |                  |
| 8.               | Ben Healy              | EF Education-EasyPost            | 6 point          |                  |
| 9.               | Martin Bugge Urianstad | Uno-X Mobility                   | 6 point          |                  |
| 10.              | Max Walker             | Astana Qazaqstan Team            | 6 point          |                  |

| Bjergkonkurrence | Bjergkonkurrence       | Bjergkonkurrence                 | Bjergkonkurrence | Bjergkonkurrence |
| Rytter           | Rytter                 | Hold                             | Point            |                  |
| ---------------- | ---------------------- | -------------------------------- | ---------------- | ---------------- |
| 1.               | Daniel Martínez        | Bora-Hansgrohe                   | 16 point         |                  |
| 2.               | Remco Evenepoel        | Soudal Quick-Step                | 14 point         |                  |
| 3.               | Andreas Leknessund     | Uno-X Mobility                   | 13 point         |                  |
| 4.               | Sepp Kuss              | Team Visma \| Lease a Bike       | 9 point          |                  |
| 5.               | Germán Tivani          | Aviludo-Louletano-Loulé Concelho | 8 point          |                  |
| 6.               | Wout van Aert          | Team Visma \| Lease a Bike       | 8 point          |                  |
| 7.               | Tomás Contte           | Aviludo-Louletano-Loulé Concelho | 7 point          |                  |
| 8.               | Ben Healy              | EF Education-EasyPost            | 6 point          |                  |
| 9.               | Martin Bugge Urianstad | Uno-X Mobility                   | 6 point          |                  |
| 10.              | Max Walker             | Astana Qazaqstan Team            | 6 point          |                  |

| Ungdomskonkurrence | Ungdomskonkurrence | Ungdomskonkurrence               | Ungdomskonkurrence | Ungdomskonkurrence |
| Rytter             | Rytter             | Hold                             | Tid                |                    |
| ------------------ | ------------------ | -------------------------------- | ------------------ | ------------------ |
| 1.                 | António Morgado    | UAE Team Emirates                | 18t 48' 02"        |                    |
| 2.                 | Magnus Sheffield   | Ineos Grenadiers                 | + 3' 32"           |                    |
| 3.                 | Jan Christen       | UAE Team Emirates                | + 4' 43"           |                    |
| 4.                 | Per Strand Hagenes | Team Visma \| Lease a Bike       | + 10' 39"          |                    |
| 5.                 | Jaume Guardeño     | Caja Rural-Seguros RGA           | + 13' 18"          |                    |
| 6.                 | Enzo Paleni        | Groupama-FDJ                     | + 21' 31"          |                    |
| 7.                 | Mathias Vacek      | Lidl-Trek                        | + 27' 01"          |                    |
| 8.                 | Pavel Bittner      | Team dsm-firmenich PostNL        | + 28' 12"          |                    |
| 9.                 | Alexandre Montez   | Credibom-LA Alumínios-Marcos Car | + 31' 36"          |                    |
| 10.                | Duarte Domingues   | Sabgal-Anicolor                  | + 44' 20"          |                    |

| Ungdomskonkurrence | Ungdomskonkurrence | Ungdomskonkurrence               | Ungdomskonkurrence | Ungdomskonkurrence |
| Rytter             | Rytter             | Hold                             | Tid                |                    |
| ------------------ | ------------------ | -------------------------------- | ------------------ | ------------------ |
| 1.                 | António Morgado    | UAE Team Emirates                | 18t 48' 02"        |                    |
| 2.                 | Magnus Sheffield   | Ineos Grenadiers                 | + 3' 32"           |                    |
| 3.                 | Jan Christen       | UAE Team Emirates                | + 4' 43"           |                    |
| 4.                 | Per Strand Hagenes | Team Visma \| Lease a Bike       | + 10' 39"          |                    |
| 5.                 | Jaume Guardeño     | Caja Rural-Seguros RGA           | + 13' 18"          |                    |
| 6.                 | Enzo Paleni        | Groupama-FDJ                     | + 21' 31"          |                    |
| 7.                 | Mathias Vacek      | Lidl-Trek                        | + 27' 01"          |                    |
| 8.                 | Pavel Bittner      | Team dsm-firmenich PostNL        | + 28' 12"          |                    |
| 9.                 | Alexandre Montez   | Credibom-LA Alumínios-Marcos Car | + 31' 36"          |                    |
| 10.                | Duarte Domingues   | Sabgal-Anicolor                  | + 44' 20"          |                    |

### Holdkonkurrencen
| Holdkonkurrence | Holdkonkurrence            | Holdkonkurrence | Holdkonkurrence |
| Hold            | Hold                       | Tid             |                 |
| --------------- | -------------------------- | --------------- | --------------- |
| 1.              | Team Visma \| Lease a Bike | 56t 22' 29"     |                 |
| 2.              | Bora-Hansgrohe             | + 1' 28"        |                 |
| 3.              | Ineos Grenadiers           | + 3' 16"        |                 |
| 4.              | Soudal Quick-Step          | + 9' 23"        |                 |
| 5.              | UAE Team Emirates          | + 9' 29"        |                 |
| 6.              | EF Education-EasyPost      | + 9' 53"        |                 |
| 7.              | Lidl-Trek                  | + 14' 26"       |                 |
| 8.              | Astana Qazaqstan Team      | + 15' 14"       |                 |
| 9.              | Uno-X Mobility             | + 21' 42"       |                 |
| 10.             | Groupama-FDJ               | + 22' 22"       |                 |

## Hold og ryttere
| UCI WorldTeams (13)- Alpecin-Deceuninck - Arkéa-B&B Hotels - Astana Qazaqstan Team - Bora-Hansgrohe - EF Education-EasyPost - Groupama-FDJ - Ineos Grenadiers - Intermarché-Wanty - Lidl-Trek - Soudal Quick-Step - Team dsm-firmenich PostNL - UAE Team Emirates - Team Visma \| Lease a Bike UCI ProTeams (3)- Caja Rural-Seguros RGA - Tudor Pro Cycling Team - Uno-X Mobility UCI Kontinentalhold (9)- ABTF Betão-Feirense - AP Hotels & Resorts-Tavira-SC Farense - Aviludo-Louletano-Loulé Concelho - Credibom-La Alumínios-Marcos Car - Efapel Cycling - Kelly-Simoldes-UDO - Rádio Popular-Paredes-Boavista - Sabgal / Anicolor - Tavfer-Ovos Matinados-Mortágua |
| |

### Danske ryttere
| Danske ryttere på startlisten |                 |                       |           |
| Rygnummer                     | Rytter          | Hold                  | Placering |
| 44                            | Mikkel Honoré   | EF Education-EasyPost | 25        |
| 46                            | Michael Valgren | EF Education-EasyPost | 44        |
| 151                           | Magnus Cort     | Uno-X Mobility        | 21        |

* DNF = gennemførte ikke

### Startliste
| Bora-Hansgrohe BOH | Bora-Hansgrohe BOH                  | Bora-Hansgrohe BOH |
| ------------------ | ----------------------------------- | ------------------ |
| Nr.                | Rytter                              | Placering          |
| 1                  | Daniel Martínez (COL) (enkeltstart) | 2.                 |
| 2                  | Bob Jungels (LUX)                   | 15.                |
| 3                  | Marco Haller (AUT)                  | 123.               |
| 4                  | Sergio Higuita (COL)                | 14.                |
| 5                  | Jordi Meeus (BEL)                   | 134.               |
| 6                  | Maximilian Schachmann (GER)         | 34.                |
| 7                  | Alexander Hajek (AUT)               | DNS-2              |

| Alpecin-Deceuninck ADC | Alpecin-Deceuninck ADC  | Alpecin-Deceuninck ADC |
| ---------------------- | ----------------------- | ---------------------- |
| Nr.                    | Rytter                  | Placering              |
| 11                     | Quinten Hermans (BEL)   | 36.                    |
| 12                     | Lars Boven (NED)        | 95.                    |
| 13                     | Tobias Bayer (AUT)      | 49.                    |
| 14                     | Edward Planckaert (BEL) | 113.                   |
| 15                     | Xandro Meurisse (BEL)   | 71.                    |
| 16                     | Stan Van Tricht (BEL)   | DNS-4                  |
| 17                     | Luca Vergallito (ITA)   | 17.                    |

| Arkéa-B&B Hotels ARK | Arkéa-B&B Hotels ARK     | Arkéa-B&B Hotels ARK |
| -------------------- | ------------------------ | -------------------- |
| Nr.                  | Rytter                   | Placering            |
| 21                   | Arnaud Démare (FRA)      | 103.                 |
| 22                   | Jenthe Biermans (BEL)    | 58.                  |
| 23                   | Donavan Grondin (FRA)    | DNF-5                |
| 24                   | Thibault Guernalec (FRA) | 64.                  |
| 25                   | Daniel McLay (GBR)       | 121.                 |
| 26                   | Florian Sénéchal (FRA)   | 92.                  |
| 27                   | Martin Tjøtta (NOR)      | 53.                  |

| Astana Qazaqstan Team AST | Astana Qazaqstan Team AST       | Astana Qazaqstan Team AST |
| ------------------------- | ------------------------------- | ------------------------- |
| Nr.                       | Rytter                          | Placering                 |
| 31                        | Samuele Battistella (ITA)       | 51.                       |
| 32                        | Igor Tjzhan (KAZ)               | 73.                       |
| 33                        | Jevgenij Fedorov (KAZ)          | 70.                       |
| 34                        | Anton Kuzmin (KAZ)              | 111.                      |
| 35                        | Cristian Scaroni (ITA)          | 11.                       |
| 36                        | Simone Velasco (ITA) (landevej) | 19.                       |
| 37                        | Max Walker (GBR)                | 54.                       |

| EF Education-EasyPost EFE | EF Education-EasyPost EFE            | EF Education-EasyPost EFE |
| ------------------------- | ------------------------------------ | ------------------------- |
| Nr.                       | Rytter                               | Placering                 |
| 41                        | Stefan Bissegger (SUI) (enkeltstart) | 99.                       |
| 42                        | Rui Costa (POR)                      | DNF-3                     |
| 43                        | Ben Healy (IRL) (landevej)           | 4.                        |
| 44                        | Mikkel Honoré (DEN)                  | 25.                       |
| 45                        | James Shaw (GBR)                     | 23.                       |
| 46                        | Michael Valgren (DEN)                | 44.                       |
| 47                        | Marijn van den Berg (NED)            | DNF-3                     |

| Groupama-FDJ GFC | Groupama-FDJ GFC                  | Groupama-FDJ GFC |
| ---------------- | --------------------------------- | ---------------- |
| Nr.              | Rytter                            | Placering        |
| 51               | Stefan Küng (SUI)                 | 9.               |
| 52               | Lewis Askey (GBR)                 | 86.              |
| 53               | Olivier Le Gac (FRA)              | 59.              |
| 54               | Valentin Madouas (FRA) (landevej) | 32.              |
| 55               | Enzo Paleni (FRA)                 | 68.              |
| 56               | Clément Russo (FRA)               | 102.             |
| 57               | Marc Sarreau (FRA)                | 115.             |

| Ineos Grenadiers IGD | Ineos Grenadiers IGD              | Ineos Grenadiers IGD |
| -------------------- | --------------------------------- | -------------------- |
| Nr.                  | Rytter                            | Placering            |
| 61                   | Thymen Arensman (NED)             | 5.                   |
| 62                   | Filippo Ganna (ITA) (enkeltstart) | 46.                  |
| 63                   | Kim Heiduk (GER)                  | 62.                  |
| 64                   | Tom Pidcock (GBR)                 | 6.                   |
| 65                   | Luke Rowe (GBR)                   | 112.                 |
| 66                   | Magnus Sheffield (USA)            | 18.                  |
| 67                   | Geraint Thomas (GBR)              | 65.                  |

| Intermarché-Wanty IWA | Intermarché-Wanty IWA | Intermarché-Wanty IWA |
| --------------------- | --------------------- | --------------------- |
| Nr.                   | Rytter                | Placering             |
| 71                    | Vito Braet (BEL)      | 85.                   |
| 72                    | Rune Herregodts (BEL) | 24.                   |
| 73                    | Hugo Page (FRA)       | 114.                  |
| 74                    | Adrien Petit (FRA)    | 118.                  |
| 75                    | Laurenz Rex (BEL)     | 120.                  |
| 76                    | Mike Teunissen (NED)  | 60.                   |
| 77                    | Gerben Thijssen (BEL) | 129.                  |

| Lidl-Trek LTK | Lidl-Trek LTK                  | Lidl-Trek LTK |
| ------------- | ------------------------------ | ------------- |
| Nr.           | Rytter                         | Placering     |
| 81            | Andrea Bagioli (ITA)           | 31.           |
| 82            | Tao Geoghegan Hart (GBR)       | 12.           |
| 83            | Daan Hoole (NED)               | 66.           |
| 84            | Sam Oomen (NED)                | DNS-3         |
| 85            | Jasper Stuyven (BEL)           | 29.           |
| 86            | Edward Theuns (BEL)            | 106.          |
| 87            | Mathias Vacek (CZE) (landevej) | 87.           |

| Soudal Quick-Step SOQ | Soudal Quick-Step SOQ                           | Soudal Quick-Step SOQ |
| --------------------- | ----------------------------------------------- | --------------------- |
| Nr.                   | Rytter                                          | Placering             |
| 91                    | Mattia Cattaneo (ITA)                           | 48.                   |
| 92                    | Remco Evenepoel (BEL) (landevej og enkeltstart) | 1.                    |
| 93                    | James Knox (GBR)                                | 42.                   |
| 94                    | Mikel Landa (ESP)                               | 16.                   |
| 95                    | Pieter Serry (BEL)                              | 91.                   |
| 96                    | Warre Vangheluwe (BEL)                          | 136.                  |
| 97                    | Louis Vervaeke (BEL)                            | 69.                   |

| Team dsm-firmenich PostNL DFP | Team dsm-firmenich PostNL DFP | Team dsm-firmenich PostNL DFP |
| ----------------------------- | ----------------------------- | ----------------------------- |
| Nr.                           | Rytter                        | Placering                     |
| 101                           | John Degenkolb (GER)          | 77.                           |
| 102                           | Pavel Bittner (CZE)           | 89.                           |
| 103                           | Gijs Leemreize (NED)          | 20.                           |
| 104                           | Niklas Märkl (GER)            | 116.                          |
| 105                           | Martijn Tusveld (NED)         | 61.                           |
| 106                           | Casper van Uden (NED)         | 83.                           |
| 107                           | Bram Welten (NED)             | 131.                          |

| Team Visma \| Lease a Bike TVL | Team Visma \| Lease a Bike TVL    | Team Visma \| Lease a Bike TVL |
| ------------------------------ | --------------------------------- | ------------------------------ |
| Nr.                            | Rytter                            | Placering                      |
| 111                            | Wout van Aert (BEL) (enkeltstart) | 7.                             |
| 112                            | Sepp Kuss (USA)                   | 8.                             |
| 113                            | Tiesj Benoot (BEL)                | DNS-4                          |
| 114                            | Per Strand Hagenes (NOR)          | 39.                            |
| 115                            | Jan Tratnik (SLO)                 | 3.                             |
| 116                            | Milan Vader (NED)                 | 35.                            |
| 117                            | Julien Vermote (BEL)              | 104.                           |

| UAE Team Emirates UAD | UAE Team Emirates UAD           | UAE Team Emirates UAD |
| --------------------- | ------------------------------- | --------------------- |
| Nr.                   | Rytter                          | Placering             |
| 121                   | Isaac Del Toro (MEX)            | DNS-5                 |
| 122                   | Filippo Baroncini (ITA)         | 33.                   |
| 123                   | Jan Christen (SUI)              | 22.                   |
| 124                   | Marc Hirschi (SUI) (landevej)   | 43.                   |
| 125                   | António Morgado (POR)           | 10.                   |
| 126                   | Rui Oliveira (POR)              | 107.                  |
| 127                   | Nils Politt (GER) (enkeltstart) | 30.                   |

| Caja Rural-Seguros RGA CJR | Caja Rural-Seguros RGA CJR | Caja Rural-Seguros RGA CJR |
| -------------------------- | -------------------------- | -------------------------- |
| Nr.                        | Rytter                     | Placering                  |
| 131                        | Daniel Babor (CZE)         | 143.                       |
| 132                        | Julen Arriola-Bengoa (ESP) | 63.                        |
| 133                        | Tomáš Bárta (CZE)          | 137.                       |
| 134                        | Jaume Guardeño (ESP)       | 50.                        |
| 135                        | Gorka Sorarrain (ESP)      | 76.                        |
| 136                        | Eduard Prades (ESP)        | 27.                        |
| 137                        | Michal Schlegel (CZE)      | 96.                        |

| Tudor Pro Cycling Team TUD | Tudor Pro Cycling Team TUD      | Tudor Pro Cycling Team TUD |
| -------------------------- | ------------------------------- | -------------------------- |
| Nr.                        | Rytter                          | Placering                  |
| 141                        | Luc Wirtgen (LUX)               | 88.                        |
| 142                        | Robin Froidevaux (SUI)          | 108.                       |
| 143                        | Arthur Kluckers (LUX)           | DNF-5                      |
| 144                        | Marius Mayrhofer (GER)          | 79.                        |
| 145                        | Lucas Eriksson (SWE) (landevej) | 52.                        |
| 146                        | Matteo Trentin (ITA)            | 75.                        |
| 147                        | Yannis Voisard (SUI)            | 13.                        |

| Uno-X Mobility UXM | Uno-X Mobility UXM           | Uno-X Mobility UXM |
| ------------------ | ---------------------------- | ------------------ |
| Nr.                | Rytter                       | Placering          |
| 151                | Magnus Cort (DEN)            | 21.                |
| 152                | Markus Hoelgaard (NOR)       | 28.                |
| 153                | Andreas Leknessund (NOR)     | 45.                |
| 154                | Erik Nordsæter Resell (NOR)  | 84.                |
| 155                | Rasmus Tiller (NOR)          | 41.                |
| 156                | Jonas Abrahamsen (NOR)       | 72.                |
| 157                | Martin Bugge Urianstad (NOR) | 47.                |

| ABTF Betão-Feirense CDF | ABTF Betão-Feirense CDF | ABTF Betão-Feirense CDF |
| ----------------------- | ----------------------- | ----------------------- |
| Nr.                     | Rytter                  | Placering               |
| 161                     | Diogo Oliveira (POR)    | HD-4                    |
| 162                     | Afonso Eulálio (POR)    | DNF-5                   |
| 163                     | Óscar Cabedo (ESP)      | 90.                     |
| 164                     | Fábio Oliveira (POR)    | HD-4                    |
| 165                     | Ivo Pinheiro (POR)      | 94.                     |
| 166                     | Fabio Costa (POR)       | 100.                    |
| 167                     | Pedro Silva (POR)       | 126.                    |

| AP Hotels & Resorts-Tavira-SC Farense ATF | AP Hotels & Resorts-Tavira-SC Farense ATF | AP Hotels & Resorts-Tavira-SC Farense ATF |
| ----------------------------------------- | ----------------------------------------- | ----------------------------------------- |
| Nr.                                       | Rytter                                    | Placering                                 |
| 171                                       | Rúben Simão (POR)                         | HD-4                                      |
| 172                                       | Afonso Silva (POR)                        | 38.                                       |
| 173                                       | Carlos Salgueiro (POR)                    | 128.                                      |
| 174                                       | Diogo Barbosa (POR)                       | 133.                                      |
| 176                                       | Francisco Campos (POR)                    | HD-4                                      |
| 177                                       | Euclides Chingui (ANG)                    | 147.                                      |

| Aviludo-Louletano-Loulé Concelho AVL | Aviludo-Louletano-Loulé Concelho AVL | Aviludo-Louletano-Loulé Concelho AVL |
| ------------------------------------ | ------------------------------------ | ------------------------------------ |
| Nr.                                  | Rytter                               | Placering                            |
| 181                                  | Daniel Viegas (POR)                  | 57.                                  |
| 182                                  | Germán Tivani (ARG)                  | 145.                                 |
| 183                                  | Sergio García González (ESP)         | 67.                                  |
| 184                                  | Tomás Contte (ARG)                   | 135.                                 |
| 185                                  | Carlos Oyarzún (CHI)                 | 105.                                 |
| 186                                  | David Dominguez (ESP)                | 80.                                  |
| 187                                  | Tomás Martins (POR)                  | 144.                                 |

| Credibom-LA Alumínios-Marcos Car LAA | Credibom-LA Alumínios-Marcos Car LAA | Credibom-LA Alumínios-Marcos Car LAA |
| ------------------------------------ | ------------------------------------ | ------------------------------------ |
| Nr.                                  | Rytter                               | Placering                            |
| 191                                  | Emanuel Duarte (POR)                 | 55.                                  |
| 192                                  | Luís Felipe Fernandes (POR)          | DNF-5                                |
| 193                                  | Alexandre Montez (POR)               | 101.                                 |
| 194                                  | Rodrigo Caixas (POR)                 | DNF-5                                |
| 195                                  | Diogo Narciso (POR)                  | DNF-5                                |
| 196                                  | François Vie (POR)                   | DNF-5                                |
| 197                                  | Gonçalo Leaça (POR)                  | 122.                                 |

| Efapel Cycling EFL | Efapel Cycling EFL      | Efapel Cycling EFL |
| ------------------ | ----------------------- | ------------------ |
| Nr.                | Rytter                  | Placering          |
| 201                | Joaquim Silva (POR)     | DNF-5              |
| 202                | Aleksandr Grigorjev     | HD-4               |
| 203                | António Ferreira (POR)  | DNF-5              |
| 204                | Santiago Mesa (COL)     | 127.               |
| 205                | Henrique Casimiro (POR) | 82.                |
| 206                | Abner González (PUR)    | 37.                |
| 207                | Keegan Swirbul (USA)    | 124.               |

| Kelly-Simoldes-UDO GSU | Kelly-Simoldes-UDO GSU    | Kelly-Simoldes-UDO GSU |
| ---------------------- | ------------------------- | ---------------------- |
| Nr.                    | Rytter                    | Placering              |
| 211                    | Luís Gomes (POR)          | 93.                    |
| 212                    | Rui Carvalho (POR)        | 119.                   |
| 213                    | Francisco Guerreiro (POR) | 109.                   |
| 214                    | Tiago Ferreira (POR)      | HD-4                   |
| 216                    | Noah Campos (POR)         | 142.                   |
| 217                    | André Ribeiro (POR)       | 139.                   |

| Rádio Popular-Paredes-Boavista RPB | Rádio Popular-Paredes-Boavista RPB | Rádio Popular-Paredes-Boavista RPB |
| ---------------------------------- | ---------------------------------- | ---------------------------------- |
| Nr.                                | Rytter                             | Placering                          |
| 221                                | César Fonte (POR)                  | 98.                                |
| 222                                | Hugo Nunes (POR)                   | 56.                                |
| 223                                | Raúl Rota (ESP)                    | DNF-5                              |
| 224                                | Francisco Peñuela (VEN)            | 40.                                |
| 225                                | Tiago Leal (POR)                   | 117.                               |
| 227                                | Hélder Gonçalves (POR)             | 26.                                |

| Sabgal-Anicolor SAT | Sabgal-Anicolor SAT        | Sabgal-Anicolor SAT |
| ------------------- | -------------------------- | ------------------- |
| Nr.                 | Rytter                     | Placering           |
| 231                 | Frederico Figueiredo (POR) | 81.                 |
| 232                 | André Carvalho (POR)       | DNF-5               |
| 233                 | Luís Mendonça (POR)        | 110.                |
| 234                 | Gabriel Baptista (POR)     | 140.                |
| 235                 | Duarte Domingues (POR)     | 125.                |
| 236                 | Oliver Rees (GBR)          | 74.                 |
| 237                 | Rafael Reis (POR)          | 78.                 |

| Tavfer-Ovos Matinados-Mortágua TAV | Tavfer-Ovos Matinados-Mortágua TAV | Tavfer-Ovos Matinados-Mortágua TAV |
| ---------------------------------- | ---------------------------------- | ---------------------------------- |
| Nr.                                | Rytter                             | Placering                          |
| 241                                | Gonçalo Carvalho (POR)             | 132.                               |
| 242                                | Bruno Silva (POR)                  | 97.                                |
| 243                                | João Matias (POR)                  | 138.                               |
| 244                                | Francisco Morais (POR)             | DNF-5                              |
| 245                                | Leangel Linarez (VEN)              | DNF-5                              |
| 246                                | César Martingil (POR)              | 130.                               |
| 247                                | Gonçalo Amado (POR)                | DNF-2                              |

| Bora-Hansgrohe BOH | Bora-Hansgrohe BOH                  | Bora-Hansgrohe BOH |
| ------------------ | ----------------------------------- | ------------------ |
| Nr.                | Rytter                              | Placering          |
| 1                  | Daniel Martínez (COL) (enkeltstart) | 2.                 |
| 2                  | Bob Jungels (LUX)                   | 15.                |
| 3                  | Marco Haller (AUT)                  | 123.               |
| 4                  | Sergio Higuita (COL)                | 14.                |
| 5                  | Jordi Meeus (BEL)                   | 134.               |
| 6                  | Maximilian Schachmann (GER)         | 34.                |
| 7                  | Alexander Hajek (AUT)               | DNS-2              |

| Alpecin-Deceuninck ADC | Alpecin-Deceuninck ADC  | Alpecin-Deceuninck ADC |
| ---------------------- | ----------------------- | ---------------------- |
| Nr.                    | Rytter                  | Placering              |
| 11                     | Quinten Hermans (BEL)   | 36.                    |
| 12                     | Lars Boven (NED)        | 95.                    |
| 13                     | Tobias Bayer (AUT)      | 49.                    |
| 14                     | Edward Planckaert (BEL) | 113.                   |
| 15                     | Xandro Meurisse (BEL)   | 71.                    |
| 16                     | Stan Van Tricht (BEL)   | DNS-4                  |
| 17                     | Luca Vergallito (ITA)   | 17.                    |

| Arkéa-B&B Hotels ARK | Arkéa-B&B Hotels ARK     | Arkéa-B&B Hotels ARK |
| -------------------- | ------------------------ | -------------------- |
| Nr.                  | Rytter                   | Placering            |
| 21                   | Arnaud Démare (FRA)      | 103.                 |
| 22                   | Jenthe Biermans (BEL)    | 58.                  |
| 23                   | Donavan Grondin (FRA)    | DNF-5                |
| 24                   | Thibault Guernalec (FRA) | 64.                  |
| 25                   | Daniel McLay (GBR)       | 121.                 |
| 26                   | Florian Sénéchal (FRA)   | 92.                  |
| 27                   | Martin Tjøtta (NOR)      | 53.                  |

| Astana Qazaqstan Team AST | Astana Qazaqstan Team AST       | Astana Qazaqstan Team AST |
| ------------------------- | ------------------------------- | ------------------------- |
| Nr.                       | Rytter                          | Placering                 |
| 31                        | Samuele Battistella (ITA)       | 51.                       |
| 32                        | Igor Tjzhan (KAZ)               | 73.                       |
| 33                        | Jevgenij Fedorov (KAZ)          | 70.                       |
| 34                        | Anton Kuzmin (KAZ)              | 111.                      |
| 35                        | Cristian Scaroni (ITA)          | 11.                       |
| 36                        | Simone Velasco (ITA) (landevej) | 19.                       |
| 37                        | Max Walker (GBR)                | 54.                       |

| EF Education-EasyPost EFE | EF Education-EasyPost EFE            | EF Education-EasyPost EFE |
| ------------------------- | ------------------------------------ | ------------------------- |
| Nr.                       | Rytter                               | Placering                 |
| 41                        | Stefan Bissegger (SUI) (enkeltstart) | 99.                       |
| 42                        | Rui Costa (POR)                      | DNF-3                     |
| 43                        | Ben Healy (IRL) (landevej)           | 4.                        |
| 44                        | Mikkel Honoré (DEN)                  | 25.                       |
| 45                        | James Shaw (GBR)                     | 23.                       |
| 46                        | Michael Valgren (DEN)                | 44.                       |
| 47                        | Marijn van den Berg (NED)            | DNF-3                     |

| Groupama-FDJ GFC | Groupama-FDJ GFC                  | Groupama-FDJ GFC |
| ---------------- | --------------------------------- | ---------------- |
| Nr.              | Rytter                            | Placering        |
| 51               | Stefan Küng (SUI)                 | 9.               |
| 52               | Lewis Askey (GBR)                 | 86.              |
| 53               | Olivier Le Gac (FRA)              | 59.              |
| 54               | Valentin Madouas (FRA) (landevej) | 32.              |
| 55               | Enzo Paleni (FRA)                 | 68.              |
| 56               | Clément Russo (FRA)               | 102.             |
| 57               | Marc Sarreau (FRA)                | 115.             |

| Ineos Grenadiers IGD | Ineos Grenadiers IGD              | Ineos Grenadiers IGD |
| -------------------- | --------------------------------- | -------------------- |
| Nr.                  | Rytter                            | Placering            |
| 61                   | Thymen Arensman (NED)             | 5.                   |
| 62                   | Filippo Ganna (ITA) (enkeltstart) | 46.                  |
| 63                   | Kim Heiduk (GER)                  | 62.                  |
| 64                   | Tom Pidcock (GBR)                 | 6.                   |
| 65                   | Luke Rowe (GBR)                   | 112.                 |
| 66                   | Magnus Sheffield (USA)            | 18.                  |
| 67                   | Geraint Thomas (GBR)              | 65.                  |

| Intermarché-Wanty IWA | Intermarché-Wanty IWA | Intermarché-Wanty IWA |
| --------------------- | --------------------- | --------------------- |
| Nr.                   | Rytter                | Placering             |
| 71                    | Vito Braet (BEL)      | 85.                   |
| 72                    | Rune Herregodts (BEL) | 24.                   |
| 73                    | Hugo Page (FRA)       | 114.                  |
| 74                    | Adrien Petit (FRA)    | 118.                  |
| 75                    | Laurenz Rex (BEL)     | 120.                  |
| 76                    | Mike Teunissen (NED)  | 60.                   |
| 77                    | Gerben Thijssen (BEL) | 129.                  |

| Lidl-Trek LTK | Lidl-Trek LTK                  | Lidl-Trek LTK |
| ------------- | ------------------------------ | ------------- |
| Nr.           | Rytter                         | Placering     |
| 81            | Andrea Bagioli (ITA)           | 31.           |
| 82            | Tao Geoghegan Hart (GBR)       | 12.           |
| 83            | Daan Hoole (NED)               | 66.           |
| 84            | Sam Oomen (NED)                | DNS-3         |
| 85            | Jasper Stuyven (BEL)           | 29.           |
| 86            | Edward Theuns (BEL)            | 106.          |
| 87            | Mathias Vacek (CZE) (landevej) | 87.           |

| Soudal Quick-Step SOQ | Soudal Quick-Step SOQ                           | Soudal Quick-Step SOQ |
| --------------------- | ----------------------------------------------- | --------------------- |
| Nr.                   | Rytter                                          | Placering             |
| 91                    | Mattia Cattaneo (ITA)                           | 48.                   |
| 92                    | Remco Evenepoel (BEL) (landevej og enkeltstart) | 1.                    |
| 93                    | James Knox (GBR)                                | 42.                   |
| 94                    | Mikel Landa (ESP)                               | 16.                   |
| 95                    | Pieter Serry (BEL)                              | 91.                   |
| 96                    | Warre Vangheluwe (BEL)                          | 136.                  |
| 97                    | Louis Vervaeke (BEL)                            | 69.                   |

| Team dsm-firmenich PostNL DFP | Team dsm-firmenich PostNL DFP | Team dsm-firmenich PostNL DFP |
| ----------------------------- | ----------------------------- | ----------------------------- |
| Nr.                           | Rytter                        | Placering                     |
| 101                           | John Degenkolb (GER)          | 77.                           |
| 102                           | Pavel Bittner (CZE)           | 89.                           |
| 103                           | Gijs Leemreize (NED)          | 20.                           |
| 104                           | Niklas Märkl (GER)            | 116.                          |
| 105                           | Martijn Tusveld (NED)         | 61.                           |
| 106                           | Casper van Uden (NED)         | 83.                           |
| 107                           | Bram Welten (NED)             | 131.                          |

| Team Visma \| Lease a Bike TVL | Team Visma \| Lease a Bike TVL    | Team Visma \| Lease a Bike TVL |
| ------------------------------ | --------------------------------- | ------------------------------ |
| Nr.                            | Rytter                            | Placering                      |
| 111                            | Wout van Aert (BEL) (enkeltstart) | 7.                             |
| 112                            | Sepp Kuss (USA)                   | 8.                             |
| 113                            | Tiesj Benoot (BEL)                | DNS-4                          |
| 114                            | Per Strand Hagenes (NOR)          | 39.                            |
| 115                            | Jan Tratnik (SLO)                 | 3.                             |
| 116                            | Milan Vader (NED)                 | 35.                            |
| 117                            | Julien Vermote (BEL)              | 104.                           |

| UAE Team Emirates UAD | UAE Team Emirates UAD           | UAE Team Emirates UAD |
| --------------------- | ------------------------------- | --------------------- |
| Nr.                   | Rytter                          | Placering             |
| 121                   | Isaac Del Toro (MEX)            | DNS-5                 |
| 122                   | Filippo Baroncini (ITA)         | 33.                   |
| 123                   | Jan Christen (SUI)              | 22.                   |
| 124                   | Marc Hirschi (SUI) (landevej)   | 43.                   |
| 125                   | António Morgado (POR)           | 10.                   |
| 126                   | Rui Oliveira (POR)              | 107.                  |
| 127                   | Nils Politt (GER) (enkeltstart) | 30.                   |

| Caja Rural-Seguros RGA CJR | Caja Rural-Seguros RGA CJR | Caja Rural-Seguros RGA CJR |
| -------------------------- | -------------------------- | -------------------------- |
| Nr.                        | Rytter                     | Placering                  |
| 131                        | Daniel Babor (CZE)         | 143.                       |
| 132                        | Julen Arriola-Bengoa (ESP) | 63.                        |
| 133                        | Tomáš Bárta (CZE)          | 137.                       |
| 134                        | Jaume Guardeño (ESP)       | 50.                        |
| 135                        | Gorka Sorarrain (ESP)      | 76.                        |
| 136                        | Eduard Prades (ESP)        | 27.                        |
| 137                        | Michal Schlegel (CZE)      | 96.                        |

| Tudor Pro Cycling Team TUD | Tudor Pro Cycling Team TUD      | Tudor Pro Cycling Team TUD |
| -------------------------- | ------------------------------- | -------------------------- |
| Nr.                        | Rytter                          | Placering                  |
| 141                        | Luc Wirtgen (LUX)               | 88.                        |
| 142                        | Robin Froidevaux (SUI)          | 108.                       |
| 143                        | Arthur Kluckers (LUX)           | DNF-5                      |
| 144                        | Marius Mayrhofer (GER)          | 79.                        |
| 145                        | Lucas Eriksson (SWE) (landevej) | 52.                        |
| 146                        | Matteo Trentin (ITA)            | 75.                        |
| 147                        | Yannis Voisard (SUI)            | 13.                        |

| Uno-X Mobility UXM | Uno-X Mobility UXM           | Uno-X Mobility UXM |
| ------------------ | ---------------------------- | ------------------ |
| Nr.                | Rytter                       | Placering          |
| 151                | Magnus Cort (DEN)            | 21.                |
| 152                | Markus Hoelgaard (NOR)       | 28.                |
| 153                | Andreas Leknessund (NOR)     | 45.                |
| 154                | Erik Nordsæter Resell (NOR)  | 84.                |
| 155                | Rasmus Tiller (NOR)          | 41.                |
| 156                | Jonas Abrahamsen (NOR)       | 72.                |
| 157                | Martin Bugge Urianstad (NOR) | 47.                |

| ABTF Betão-Feirense CDF | ABTF Betão-Feirense CDF | ABTF Betão-Feirense CDF |
| ----------------------- | ----------------------- | ----------------------- |
| Nr.                     | Rytter                  | Placering               |
| 161                     | Diogo Oliveira (POR)    | HD-4                    |
| 162                     | Afonso Eulálio (POR)    | DNF-5                   |
| 163                     | Óscar Cabedo (ESP)      | 90.                     |
| 164                     | Fábio Oliveira (POR)    | HD-4                    |
| 165                     | Ivo Pinheiro (POR)      | 94.                     |
| 166                     | Fabio Costa (POR)       | 100.                    |
| 167                     | Pedro Silva (POR)       | 126.                    |

| AP Hotels & Resorts-Tavira-SC Farense ATF | AP Hotels & Resorts-Tavira-SC Farense ATF | AP Hotels & Resorts-Tavira-SC Farense ATF |
| ----------------------------------------- | ----------------------------------------- | ----------------------------------------- |
| Nr.                                       | Rytter                                    | Placering                                 |
| 171                                       | Rúben Simão (POR)                         | HD-4                                      |
| 172                                       | Afonso Silva (POR)                        | 38.                                       |
| 173                                       | Carlos Salgueiro (POR)                    | 128.                                      |
| 174                                       | Diogo Barbosa (POR)                       | 133.                                      |
| 176                                       | Francisco Campos (POR)                    | HD-4                                      |
| 177                                       | Euclides Chingui (ANG)                    | 147.                                      |

| Aviludo-Louletano-Loulé Concelho AVL | Aviludo-Louletano-Loulé Concelho AVL | Aviludo-Louletano-Loulé Concelho AVL |
| ------------------------------------ | ------------------------------------ | ------------------------------------ |
| Nr.                                  | Rytter                               | Placering                            |
| 181                                  | Daniel Viegas (POR)                  | 57.                                  |
| 182                                  | Germán Tivani (ARG)                  | 145.                                 |
| 183                                  | Sergio García González (ESP)         | 67.                                  |
| 184                                  | Tomás Contte (ARG)                   | 135.                                 |
| 185                                  | Carlos Oyarzún (CHI)                 | 105.                                 |
| 186                                  | David Dominguez (ESP)                | 80.                                  |
| 187                                  | Tomás Martins (POR)                  | 144.                                 |

| Credibom-LA Alumínios-Marcos Car LAA | Credibom-LA Alumínios-Marcos Car LAA | Credibom-LA Alumínios-Marcos Car LAA |
| ------------------------------------ | ------------------------------------ | ------------------------------------ |
| Nr.                                  | Rytter                               | Placering                            |
| 191                                  | Emanuel Duarte (POR)                 | 55.                                  |
| 192                                  | Luís Felipe Fernandes (POR)          | DNF-5                                |
| 193                                  | Alexandre Montez (POR)               | 101.                                 |
| 194                                  | Rodrigo Caixas (POR)                 | DNF-5                                |
| 195                                  | Diogo Narciso (POR)                  | DNF-5                                |
| 196                                  | François Vie (POR)                   | DNF-5                                |
| 197                                  | Gonçalo Leaça (POR)                  | 122.                                 |

| Efapel Cycling EFL | Efapel Cycling EFL      | Efapel Cycling EFL |
| ------------------ | ----------------------- | ------------------ |
| Nr.                | Rytter                  | Placering          |
| 201                | Joaquim Silva (POR)     | DNF-5              |
| 202                | Aleksandr Grigorjev     | HD-4               |
| 203                | António Ferreira (POR)  | DNF-5              |
| 204                | Santiago Mesa (COL)     | 127.               |
| 205                | Henrique Casimiro (POR) | 82.                |
| 206                | Abner González (PUR)    | 37.                |
| 207                | Keegan Swirbul (USA)    | 124.               |

| Kelly-Simoldes-UDO GSU | Kelly-Simoldes-UDO GSU    | Kelly-Simoldes-UDO GSU |
| ---------------------- | ------------------------- | ---------------------- |
| Nr.                    | Rytter                    | Placering              |
| 211                    | Luís Gomes (POR)          | 93.                    |
| 212                    | Rui Carvalho (POR)        | 119.                   |
| 213                    | Francisco Guerreiro (POR) | 109.                   |
| 214                    | Tiago Ferreira (POR)      | HD-4                   |
| 216                    | Noah Campos (POR)         | 142.                   |
| 217                    | André Ribeiro (POR)       | 139.                   |

| Rádio Popular-Paredes-Boavista RPB | Rádio Popular-Paredes-Boavista RPB | Rádio Popular-Paredes-Boavista RPB |
| ---------------------------------- | ---------------------------------- | ---------------------------------- |
| Nr.                                | Rytter                             | Placering                          |
| 221                                | César Fonte (POR)                  | 98.                                |
| 222                                | Hugo Nunes (POR)                   | 56.                                |
| 223                                | Raúl Rota (ESP)                    | DNF-5                              |
| 224                                | Francisco Peñuela (VEN)            | 40.                                |
| 225                                | Tiago Leal (POR)                   | 117.                               |
| 227                                | Hélder Gonçalves (POR)             | 26.                                |

| Sabgal-Anicolor SAT | Sabgal-Anicolor SAT        | Sabgal-Anicolor SAT |
| ------------------- | -------------------------- | ------------------- |
| Nr.                 | Rytter                     | Placering           |
| 231                 | Frederico Figueiredo (POR) | 81.                 |
| 232                 | André Carvalho (POR)       | DNF-5               |
| 233                 | Luís Mendonça (POR)        | 110.                |
| 234                 | Gabriel Baptista (POR)     | 140.                |
| 235                 | Duarte Domingues (POR)     | 125.                |
| 236                 | Oliver Rees (GBR)          | 74.                 |
| 237                 | Rafael Reis (POR)          | 78.                 |

| Tavfer-Ovos Matinados-Mortágua TAV | Tavfer-Ovos Matinados-Mortágua TAV | Tavfer-Ovos Matinados-Mortágua TAV |
| ---------------------------------- | ---------------------------------- | ---------------------------------- |
| Nr.                                | Rytter                             | Placering                          |
| 241                                | Gonçalo Carvalho (POR)             | 132.                               |
| 242                                | Bruno Silva (POR)                  | 97.                                |
| 243                                | João Matias (POR)                  | 138.                               |
| 244                                | Francisco Morais (POR)             | DNF-5                              |
| 245                                | Leangel Linarez (VEN)              | DNF-5                              |
| 246                                | César Martingil (POR)              | 130.                               |
| 247                                | Gonçalo Amado (POR)                | DNF-2                              |